# Kuret
Kuret je priimek več znanih osebnosti:

## Znane slovenske osebnosti
- Albin Kuret (1926–2003), gospodarstvenik in politik
- Andreja Kuret, matematičarka...?
- Boris Kuret (*1949), zgodovinopisec, domoznanec, organizator, publicist v zamejstvu (Italija)
- Darja Bavdaž Kuret (*1956), diplomatka, zagovornica pravic žensk
- Dušan Kuret (1918–2014), športni novinar in publicist
- Igor Kuret (Igor Coretti-Kuret) (*1958), dirigent, glasbeni pedagog
- Ivan Kuret (1863–1914), učitelj, glasbenik, zborovodja
- Iztok Kuret - Izo, kolesar
- Jelka Kuret, konservatorka in restavratorka
- Klara Kuret, biokemičarka (KI)
- Lučka Kuret, glasbenica
- Milan Kuret (1890–1964) duhovnik, pesnik
- Miloš Kuret (1955–2014), diplomat
- Niko Kuret (1906–1995), etnolog, romanist, akademik
- Primož Kuret (1935–2022), muzikolog, glasbeni kritik in umetnostni zgodovinar
- Robert Kuret (*1987), pesnik, literat, kritik
- Srdan Kuret (*1958), hokejist, trener in hokejski funkcionar
- Stojan Kuret (*1957), dirigent in zborovodja
- Tadeja Kuret, biomedicinska strok.
- Vladimir Kuret (1888–1962), vinarski in sadjarski strokovnjak
- Zala Kuret, javnozdravatvena strok.

## Znane tuje osebnosti
- Ivan Kuret (*1971), hrvaški jadralec
- Karlo Kuret (*1970), hrvaški jadralec